# Michelle Vorster
Michelle Vorster (sinh ngày 12 tháng 9 năm 1978) là một tay đua xe đạp xuyên quốc gia Namibia. Cô đã tham dự Thế vận hội Mùa hè 2016 trong cuộc đua xuyên quốc gia nữ, mặc dù cô đã bị trượt và không hoàn thành cuộc đua.